# 王鑑之
王鑑之（1440年—1519年），字明仲，浙江紹興府山陰縣人，明朝政治人物。成化戊戌進士。正德初，官至刑部尚書。

## 生平
早年出身國子生，中式成化七年（1471年）辛卯科浙江鄉試第十六名舉人。成化十四年（1478年）戊戌科會試，得貢士第二百名。殿試登進士第三甲第一百六十二名進士，授直隸元氏县知县，擢监察御史，提调南畿学政。迁大理寺丞，转大理寺少卿，进都察院佥都御史。正德初，刘瑾擅权，王鑑之得賜玉帶。官至刑部尚书，致仕归。居鄉放貸，為人吝嗇。正德十四年（1519年）卒於家，其妻請賜祭葬及諡號，朝廷以其聲名不佳，僅按例賜祭。

## 家族
曾祖王壽。祖父王君珤。父王詵。母成氏。永感下。兄鑌之。